# Cantonul Vitry-sur-Seine-Nord
Cantonul Vitry-sur-Seine-Nord este un canton din arondismentul Créteil, departamentul Val-de-Marne, regiunea Île-de-France, Franța.

## Comune
| Comune                           | Populație (1999) | Cod poștal | Cod INSEE |
| -------------------------------- | ---------------- | ---------- | --------- |
| Vitry-sur-Seine, commune entière | 78 908           | 94 400     | 94 081    |